# Legitimering
Legitimering var en historisk åtgärd i Frankrike före franska revolutionen, genom vilket ett illegitimt (utomäktenskapligt) barn kunde förklaras vara legitimt.
Ett utomäktenskapligt barn hade enligt fransk lag inga lagliga släktingar eller härkomst, och förklarades juridiskt stå utanför normal familjejuridisk ställning enligt den latinska termen nec genus, nec gentem habent. Det hade lagligt sett ingen arvsrätt eller lagliga anspråk alls, även om samhället enligt normal sedvana förväntade sig att dess köttsliga släktingar skulle ta hand om och föda det.
Formellt rådde en viss skillnad på ett illegitimt barns rätt i Frankrike beroende på landskap, eftersom vissa provinser lydde under sedvanerätt och andra under romersk rätt. De provinser som lydde under fransk sedvanerätt tilldömde inte illegitim avkomma någon arvsrätt alls. Romersk rätt bedömde dock olika beroende på omständigheterna och gjorde skillnad på ett så kallat 'naturligt' barn och ett 'utomäktenskapligt' barn. Det förstnämnda var termen för ett barn till två ogifta föräldrar, som hade möjlighet att gifta sig, medan den andra termen kategoriserade barn där ett eller båda föräldrarna var gifta. Ett naturligt barn kunde legitimeras om föräldrarna gifte sig, och hade i annat fall arvsrätt efter modern, medan ett utomäktenskapligt barn saknade arvsrätt efter båda föräldrarna.
I Frankrike utvecklades med tiden en juridisk åtgärd kallad legitimering. En legitimering åstadkoms genom köp av ett kungligt legitimeringsbrev från Grande Chancellerie, en form av kunglig dispens. Detta var en åtgärd som användes främst av adliga män. Legitimerade barns ställning och deras arvsrätt i förhållande till de syskon som hade fötts legitima var föremål för debatter mellan jurister fram till franska revolutionen, och några fastställda universella regler tycks aldrig ha utformats. En del jurister menade att legitimering i själva verket inte hade något stöd i lagen utan var en rättslig chimär. En viss praktik utformades dock med tiden. Under 1600-talet tillerkändes legitimerade söner rätt till faderns ärftliga ämbeten, men tilläts inte att ärva en adlig status efter sin far, utan räknades in i moderns samhällsklass (modern till ett legitimerat barn var i allmänhet barn till en adlig man och en icke adlig kvinna). Inom arvsrättsliga frågor tycks det vanligaste praktiken ha varit att legitimerade barn hade en villkorlig arvsrätt, och fick ut en arvslott enbart om de syskon, som hade fötts legitima, inte protesterade. Det vanliga var därför att fäder som önskade säkra sina legitimerade barns framtid gav dessa deras arv under sin egen livstid. På grund av det sociala stigmat innebar en legitim status dock ändå en förbättring i barnens levnadsförhållanden.